# ラニチジン
ラニチジン（英: Ranitidine、開発コードAH19065）は、ヒスタミンH2受容体拮抗薬（H2ブロッカー）の一つ。壁細胞のH2受容体を遮断することにより胃酸分泌を抑制するため、胃酸分泌抑制薬として使用される。商品名ザンタック（Zantac）。消化性潰瘍、胃食道逆流症、Zollinger–Ellison症候群の治療に使用される 他、蕁麻疹の治療で有効であるとの報告がある。経口薬のほか、海外では筋肉内注射や点滴静脈注射でも用いられる。
多く見られる副作用は、頭痛、注射部疼痛（注射時）である。重篤な副作用として、肝障害、徐脈、肺炎、胃癌症状隠蔽があり得る。胃酸が減少するため、Clostridium difficile 大腸炎のリスクが増加する。妊婦に使用した場合の危険性は比較的少ないとされる。
ラニチジンは1976年に発見された。WHO必須医薬品モデル・リストに収載されている。ジェネリック医薬品が利用可能である。米国では2019年に53番目に多く処方された薬であり、1,300 万を超える処方があった。
2019年9月、発がん性が疑われるN-ニトロソジメチルアミンが多くのメーカーのラニチジン製品で発見され、リコールとなった。そのため2020年4月には米国市場から撤退、欧州連合と豪州では販売停止となっている。

## 効能・効果
日本で承認されている効能・効果は以下の通りである。
- 胃潰瘍、十二指腸潰瘍、吻合部潰瘍、Zollinger–Ellison症候群（英語版）、逆流性食道炎、上部消化管出血（消化性潰瘍、急性ストレス潰瘍、急性胃粘膜病変による）
- 急性胃炎および慢性胃炎の急性増悪期における胃粘膜病変（びらん、出血、発赤、浮腫）の改善
- 麻酔前投薬

英語版の添付文書から読み取れる効能・効果としては以下のものがある。
- 胸焼けの改善
- 胃・十二指腸の消化性潰瘍の短期的治療および再発予防
- NSAIDsの潰瘍予防―プロトンポンプ阻害薬（PPI）はNSAIDs誘発性潰瘍の予防に有用である[19]
- 病的なガストリン過剰分泌（Zollinger—Ellison症候群など）
- 胃食道逆流症（GERD）
- 逆流性食道炎
- Helicobacter pylori の除菌に際しての十二指腸潰瘍予防
- 手術後潰瘍の再発
- 上部消化管出血
- 手術中の酸吸引性肺炎の予防：肺炎予防を目的として手術前投与される。ラニチジンは胃のpHを上昇させるのみならず、胃の分泌物量を減少させる。酸吸引予防に対してのプロトンポンプ阻害薬とラニチジンの麻酔前投与の効果を比較した2009年のメタアナリシスの結果、ラニチジンはPPIに比べて有意に胃液分泌量を減少させた[20]。またラニチジンを術前に投与すると、制吐効果を期待できる。
- 重篤疾患患者のストレス性潰瘍（英語版）予防[21]

### OTC（一般用医薬品）
ラニチジンは多くの国で一般用医薬品（OTC、Over the counter drugs）として入手できる。米国では、75mg錠、150mg錠が販売されている。豪州と英国では、150mg×14錠入りのパッケージが一般に入手できる。日本でも1997年9月よりOTCとして販売 されていたが、薬害オンブズパーソン会議は97年10月に「もともと医療現場で慎重に使われてきたH2ブロッカーが、OTCにスイッチされたのはおかしい」と問題提起した。2000年12月には3年間の指定医薬品としての市販後調査期間を終了したが、市販後調査結果では、胃癌など重篤な消化器疾患が隠蔽された事例報告などがあり、指定医薬品としての取り扱いは解除されなかった。2016年4月現在、OTCは製造終了している。

### 用法・用量
潰瘍の治療に用いる場合には、夜間に充分量を投与することが特に重要である。胃および十二指腸を内容物のない夜間に治癒させるためにpHを上昇させる必要があることによる。逆に、逆流性食道炎などの治療では少量頻回投与がより効果的である。
ラニチジンは逆流性疾患の治療に長期間漠然と投与されることがしばしばあるが、プロトンポンプ阻害薬に変わりつつある。加えて、投与開始後6週間以内に頻脈が起こり、長期投与の障害となることがある。
Zollinger—Ellison症候群の患者の場合は、副作用なく超高用量で使用される。

## 禁忌
製剤成分に過敏症の既往歴のある患者には禁忌である。

## 副作用
発生し得る重大な副作用として、
- ショック、アナフィラキシー
- 再生不良性貧血、汎血球減少、無顆粒球症、血小板減少
- 肝機能障害、黄疸
- 横紋筋融解症
- 意識障害、痙攣、ミオクローヌス
- 間質性腎炎
- 中毒性表皮壊死融解症（Toxic Epidermal Necrolysis：TEN）、皮膚粘膜眼症候群（Stevens-Johnson症候群）

が知られているが、発現頻度は不明である。
臨床試験では下記の副作用が見られた：

### 中枢神経系
稀な副作用として不快感、めまい、傾眠、不眠、眩暈が報告された。重篤例として、高齢者で混乱、易刺激性、抑うつ、幻覚が報告された。ラニチジンの中枢神経系副作用や薬物間相互作用はシメチジンよりも少ない。

### 心血管系
頻脈、徐脈、AVブロック、心室性期外収縮などの不整脈が報告された。

### 消化器系
全てのヒスタミンH2受容体拮抗薬は食物に含まれるビタミンB12の吸収を阻害してビタミンB12を惹起する危険がある。高齢者がH2受容体拮抗薬を服用する場合は、服用しない場合と較べてビタミンB12をより多く補充する必要があると思われる。H2拮抗薬はまた胃が酸性である事で吸収される薬物（アゾール系抗真菌薬、炭酸カルシウムなど）の吸収量を減少させる。さらに複数の研究が、H2受容体拮抗薬が旅行者下痢症やサルモネラ感染症などの感染性下痢のリスクを増加させることを示している。最後に、ラニチジンは酸性条件下での蛋白質分解を抑制するので、未消化の蛋白質が腸管に触れる機会が増加し、食物アレルギーや薬品アレルギーの感作成立リスクを増加させる。胃酸分泌抑制薬を服用した患者の食物に対するIgE量は、それ以前に抗体を持っていたか否かにかかわらず増加する。同試験では抑制薬中止後数ヶ月を経ても、6%の患者でIgE高値が認められた。

### 肝機能
胆汁鬱滞性肝炎、肝機能障害、肝炎、黄疸の発生が知られている。発現したら直ちに服用を中止する必要がある。

### 呼吸器系
ラニチジンその他のヒスタミンH2受容体遮断薬は、入院患者に用いた場合肺炎を起こす可能性が増加する。また成人、小児共に市中肺炎の発生率が増加する。

### 血液系
稀に血小板減少症が発生する。薬剤性血小板減少症が発現するまでには数週間から数ヶ月掛かるが、一度発現すると服用後12時間以内に血小板数が減少する。典型例では血小板数は通常の8割に下がり、好中球減少および貧血を伴う（汎血球減少症）。

### 皮膚
発疹（多形性紅斑である場合がある）のほか、稀に脱毛や血管炎を生じる。

## 注意事項

### 疾患の症状軽減など
胃の悪性腫瘍がある場合にラニチジンを用いて症状が改善しても、それは悪性腫瘍の改善を意味しない。加えて、腎障害または肝障害がある場合には、ラニチジンの使用には慎重になるべきである。最後に、ポルフィリン症の患者にラニチジンを用いると、突発性に 症状が発現する。

### 妊産婦
米国での胎児危険度分類はBである。妊娠中の投与に関する安全性は確立していないので、妊婦または妊娠している可能性のある婦人には治療上の有益性が危険性を上回ると判断される場合にのみ服用させる様に添付文書に記載されている。

### 授乳婦
ラニチジンは母乳中に分泌され、服用の5.5時間後に母乳中で最大濃度に達する。授乳婦に服用される時は事前に警告すべきである。日本の添付文書では、投薬中は授乳させないよう注意すること、としている。

### 小児
小児では、胃酸分泌阻害薬の使用で胃腸炎および市中肺炎の危険が増加する。11,000名を超える新生児を対象としたコホート研究では、極低出生体重児（VLBW）ではH2阻害薬の使用で壊死性腸炎の増加が見られた。さらに、VLBW274名で見ると、死亡率、壊死性腸炎、感染症（敗血症、肺炎、尿路感染症など）の発生率は6倍に上昇した。

## 作用機序
ラニチジンは競合的、胃の壁細胞にある可逆的にH2受容体へのヒスタミンの作用を阻害する。その結果、胃酸の分泌が減少し、胃液量が低下し、胃液のpHが上昇する。

## 薬物動態学
経口投与時の胃からの吸収率は50%である。血漿蛋白質への結合率は15%で、血中半減期は、腎機能（クレアチニンクリアランス）が正常な場合、経口投与時で2.5〜3.0時間、静脈注射時で2.0〜2.5時間である。主要排泄経路は腎臓であり24時間で投与量の3割が尿中に排泄されるが、一部は肝臓で代謝されてN-オキシド化される。

### 高齢者
高齢者では腎機能が低下しており、クリアランスが低いので、ラニチジンの血中半減期は3〜4時間に延長する。

### 小児
1ヶ月児から16歳児を対象とした臨床試験では、体重で補正した薬物動態パラメータは健常成人と変わらなかった。

## 歴史

### 開発の経緯
ラニチジンは1977年に初めて実験に供された。世界初のヒスタミンH2受容体遮断薬であるシメチジンが1976年に英国で発売されたのを受けて研究された。ヒスタミンH2受容体の構造と定量的構造活性相関を勘案した結果、医薬品設計#合理的医薬品設計の成果として発見された。
シメチジンのイミダゾール環が窒素を含む側鎖を持つフラン環に置き換えられている。ラニチジンの忍容性は高く（副作用は少なく）、作用時間は長く、活性はシメチジンの10倍高かった。ラニチジンのCYP450に対する親和性はシメチジンの1割であり、医薬品相互作用はより少ないが、ファモチジンやニザチジン(en)がCYP450に親和性を持たず明確な相互作用がないことに比べると優位性は低い。
ラニチジンは1981年に発売され、1987年には処方薬として世界最大の売上を達成した。これは後に、より有効性の高いプロトンポンプ阻害薬であるオメプラゾールに取って代わられた。重症の胃壁びらんまたは潰瘍を対象としてラニチジンとオメプラゾールを比較した臨床試験では、ラニチジンの有効率は50%、オメプラゾールの有効性は85%であった。加えて、オメプラゾール群では胸焼けの症状が改善するまでの時間が短かった。

### 医薬品自主回収
2019年9月17日付けで、厚生労働省は、欧州医薬品庁（EMA）、アメリカ食品医薬品局（FDA）等ラニチジン塩酸塩の製剤及び原薬から発がん性物質である微量のN-ニトロソジメチルアミン（NDMA）が検出された旨の発表を受けて、ラニチジン塩酸塩等の分析を指示するとともに、予防的措置として、分析結果が明らかになるまでの間、新たな出荷停止を指示した。
2019年10月4日までにラニチジンを製造販売する全ての製薬会社が自主回収を行うことを発表した。うち、ラニチジン「KN」「マイラン」「タイヨー」「JG」「YD」「トーワ」では、ラニチジン塩酸塩に使用している原薬から管理水準を上回る発癌性物質のN-ニトロソジメチルアミン（NDMA）が検出されたことが明らかになった。一方、ラニチジン「日医工」「ツルハラ」「NP」「サワイ」は原薬を分析中の段階であるが、予防的な自主回収を決定した。

### 裁判
ラニチジンの問題が明らかになるとアメリカ国内では製薬会社を相手取った訴訟が2000件余り提起された。2022年8月にはイリノイ州で最初の審理が始まる予定であったが、直前になって原告が健康上の問題を理由に訴えを取り下げるている。